# Sollers Atlant (2025)
Sollers Atlant — малотоннажный коммерческий автомобиль, представленный в 2022 году российской автомобилестроительной компанией Sollers. Производство по технологии полного цикла запущено в 2023 году.

## Описание
Впервые новое поколение Sollers Atlant было представлено 15 ноября 2024 года на мероприятии Sollers Product Day. Представляет собой модернизацию предыдущего поколения Sollers Atlant.
Утверждается, что новое поколение Sollers Atlant оснащается 1,9-литровым дизельным двигателем мощностью 136 л. с. или же 2,7-литровым дизельным двигателем мощностью 150 л. с., каждый из которых теперь сочетается в паре с шестиступенчатой автоматической или механической трансмиссией. Габариты автомобиля остались без изменений.
Sollers Atlant выпускается в комплектациях SF и XL (длина 7,5 метра) и Max (грузоподъёмность 5 тонн). Конкурентами являются ГАЗель NEXT и Mercedes-Benz W906.